# Ledhujka
Ledhujka, nazývaná též Ledhuje, je levostranný přítok řeky Metuje v okrese Náchod v Královéhradeckém kraji. Délka toku činí 6,9 km. Plocha povodí měří 19,3 km².

## Průběh toku
Potok pramení na západním úbočí Broumovských stěn, zhruba 1 km severovýchodně od Suchého Dolu, v nadmořské výšce 638 m. Teče převážně jihozápadním směrem, protéká Suchým Dolem a Policí nad Metují. Do Metuje se vlévá ve Velkých Petrovicích na říčním kilometru 53,5, v nadmořské výšce 401 m.

### Větší přítoky
Ledhujka nemá žádné významnější přítoky.

## Vodní režim
Průměrný průtok u ústí činí 0,29 m³/s.

## Využití
Na ř. km 3,5 se z Ledhujky odebírá voda pro potřeby koupaliště v Polici nad Metují.